# Ernst-Ludwig Petrowsky

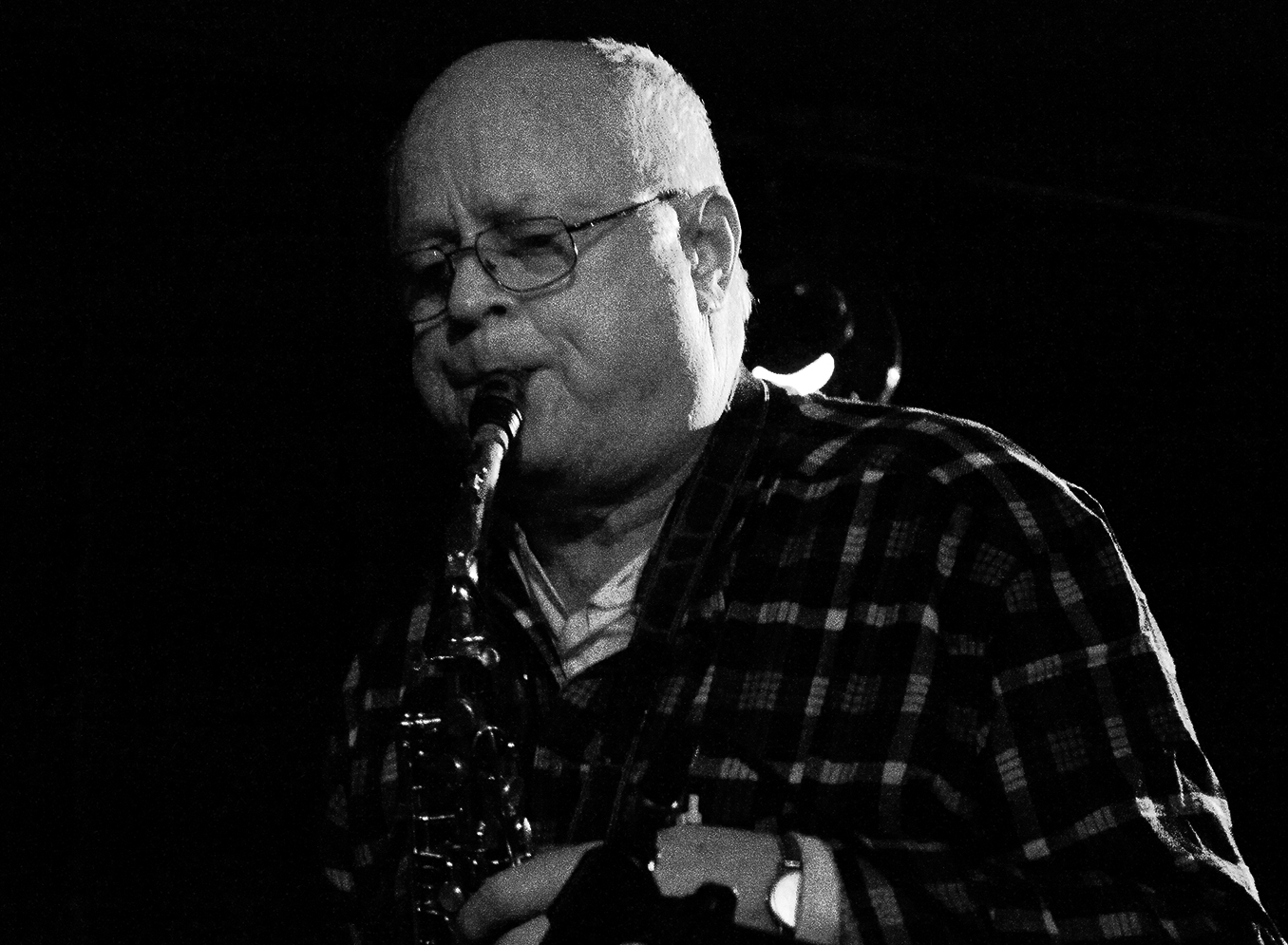
Ernst-Ludwig Petrowsky (2006)

Ernst-Ludwig Petrowsky, oft Luten Petrowsky genannt (* 10. Dezember 1933 in Güstrow; † 10. Juli 2023 in Berlin) war ein deutscher Jazzmusiker. Neben seinem Wirken als Saxofonist, Klarinettist und auf der Flöte war er auch als Komponist und Autor tätig. Petrowsky hat er sich sowohl als Solist als auch als Mitglied verschiedener Ensembles einen Namen gemacht; er galt als ein Pionier des Free Jazz in Deutschland und hat mit seiner experimentellen Herangehensweise an die Musik neue Wege erkundet.

## Leben und Wirken

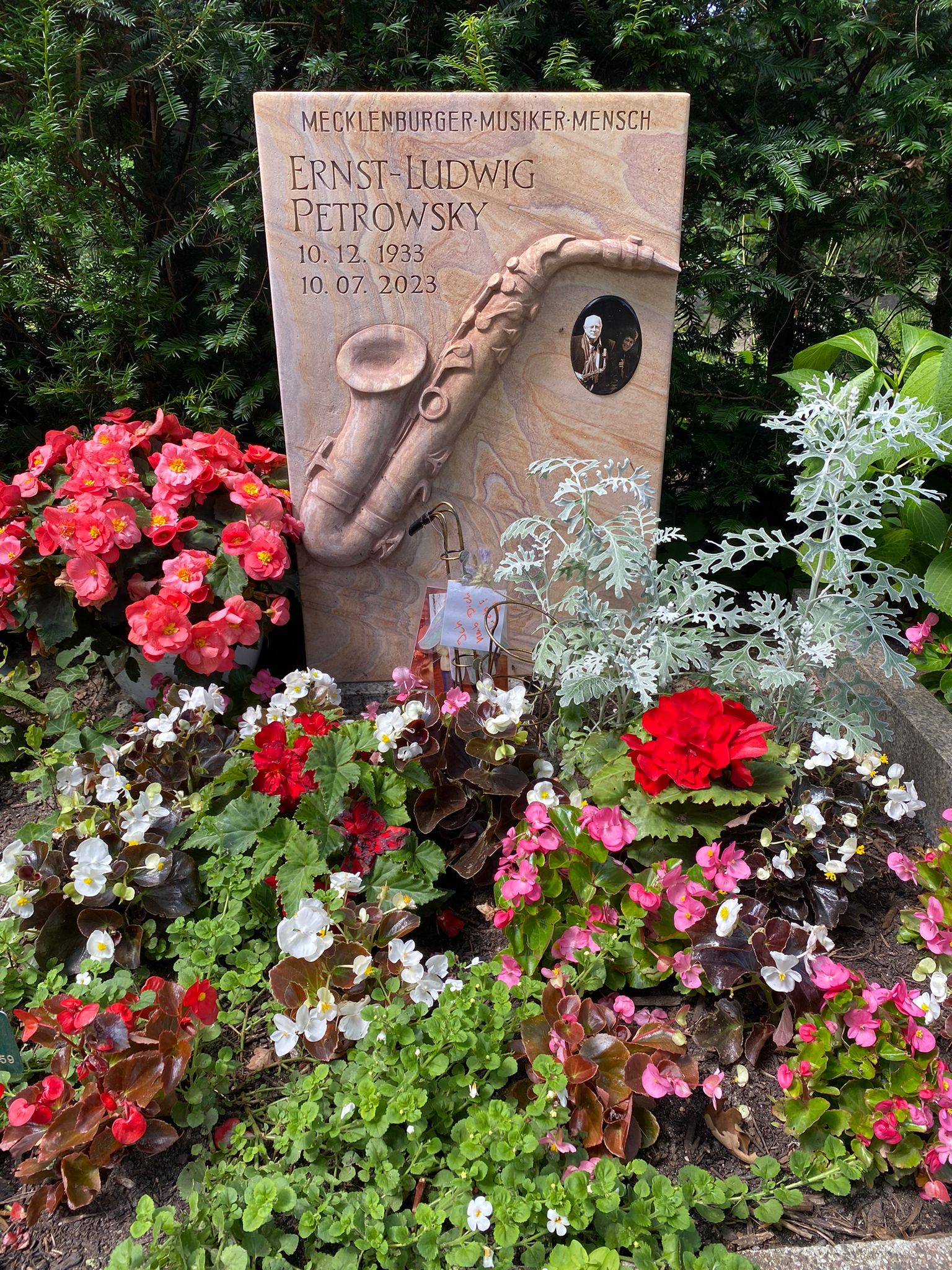
Grabstätte auf dem Waldfriedhof Grünau

Der Autodidakt Petrowsky gilt als einer der Urväter des Jazz in der DDR. Bereits seit Mitte der 1950er-Jahre spielte er in verschiedenen Formationen; später wurde er Gründungsmitglied des für den DDR-Jazz wichtigen Manfred Ludwig Sextett und musizierte unter anderem mit Joachim Kühn, Dorothy Ellison und Ruth Hohmann. Am 13. Juni 1968 nahm er gemeinsam mit dem Jazz Ensemble Studio 4 am Montreux Jazz Festival teil. 1971 gründete er mit Ulrich Gumpert die Jazzrockband SOK und gehörte 1973 zu den Gründern der Freejazzformation Synopsis. Seit 1972 arbeitete er in verschiedenen Formationen mit dem Bassisten Klaus Koch zusammen.
Luten Petrowsky spielte in den verschiedenen Gumpert Workshop Bands und ab 1984 beim Synopsis-Nachfolger, dem Zentralquartett. Er interpretierte auch Kompositionen von Hans Rempel, Paul-Heinz Dittrich, Georg Katzer und Friedrich Schenker, mit dem er auch improvisierte. Mit Harry Miller, Heinz Becker, Joe Sachse und Tony Oxley trat er 1981 im Rahmen der Jazzwerkstatt Peitz auf (CD: Ein Nachmittag in Peitz). Besonders populär wurde er seit 1983 durch seine gemeinsamen Konzerte mit der Sängerin Uschi Brüning.
Petrowsky spielte regelmäßig mit der George Gruntz Concert Jazz Band in Europa und den Vereinigten Staaten. Er war Mitglied im European Jazz Ensemble, in der Günter Lenz Springtime und dem Tony Oxley Celebration Orchestra. Er war viele Jahre auch im Globe Unity Orchestra aktiv.
Von 2006 bis 2016 trat Petrowsky mit Christian Lillinger und Oliver Schwerdt alias Elan Pauer als New Old Luten Trio auf, zeitweise unterstützt durch die beiden Kontrabassisten Robert Landfermann und John Edwards als New Old Luten Quintet. Es entstanden mehrere Alben dieser Gruppen, darunter 2015 bis 2017 Tumult!, Krawall! und Rabatz!. Rabatz!, das aus dem Titel Lutens letzter Rabatz! besteht, wurde für das erste Quartal des Jahres 2018 mit dem Preis der deutschen Schallplattenkritik gewürdigt. Juror Bert Noglik hob die „eruptive Kraft, sprudelnde Kreativität und exzessive Energie“ Petrowskys hervor und nannte die drei Alben ein „Wunder des Spätwerks“.
Anlässlich seines 80. Geburtstages würdigte das JazzFest Berlin Petrowsky mit einem Jubilee-Abend mit drei seiner ihm wichtigen Gruppen, dem Zentralquartett, der seit 1992 bestehenden Gruppe Ruf der Heimat (mit Thomas Borgmann, Christoph Winckel und Willi Kellers) und dem Ensemble Ornette et cetera (mit Brüning, Jeanfrançois Prins, Michael Griener)
Petrowsky erhielt 1982 den Kunstpreis der DDR und war Träger des Nationalpreises der DDR. 1997 wurde er mit dem Albert-Mangelsdorff-Preis ausgezeichnet. Petrowsky war einer der bedeutendsten deutschen Musiker des modernen Jazz. 2022 erhielt er für sein Lebenswerk den Deutschen Jazzpreis. Er war zwischen 1963 und 2016 an 127 Aufnahmen von Alben und anderen Tonträgern beteiligt.
Ernst-Ludwig Petrowsky war ab 1982 mit der Sängerin Uschi Brüning verheiratet. Er starb nach langer, schwerer Krankheit in Berlin; in den letzten Jahren wohnte er in einem Pflegeheim. Er hinterlässt einen Sohn.
Seine letzte Ruhestätte fand Petrowsky auf dem Waldfriedhof Grünau.

## Diskografische Hinweise
- Petrowsky Quartett: Just for Fun (LP; FMP, 1973)
- Synopsis: Auf der Elbe schwimmt ein rosa Krokodil (LP; FMP, 1974)
- Synopsis: Synopsis (LP; Amiga, 1974)
- Ernst-Ludwig Petrowsky (LP; Amiga, 1978)
- Petrowsky Quartett: Selb-Viert (LP; FMP, 1980)
- Petrowsky Trio: Selb-Dritt (LP; FMP, 1982)
- Uschi Brüning & Ernst-Ludwig Petrowsky Kontraste (LP/CD; Amiga, 1988)
- Ruf der Heimat: Machine Kaput (Konnex Records, 1996)
- White Power Blues mit Oliver Schwerdt und Christian Lillinger (CD; Euphorium, 2008)
- Ernst-Ludwig Petrowsky / Uschi Brüning / Jeanfrançois Prins / Michael Griener Ornette et cetera (CD; jazzwerkstatt, 2012)
- Rabatz! mit Elan Pauer, John Edwards, Robert Landfermann, Christian Lillinger (CD; Euphorium, 2017; Vierteljahresliste 1/2018 Deutscher Schallplattenpreis)
- Ernst-Ludwig Petrowsky, Conny Bauer: Wanderung durch den Thüringer Wald (jazzwerkstatt 2011, ed. 2019)
- Bergisch-Brandenburgisches Quartett: BBQ Live ’82 (rec. 1982, ed. 2022), mit Hans Reichel, Rüdiger Carl und Sven-Åke Johansson

## Hörspiel
- 1986: Märchen aus 1001 Nacht: Sindbad der Seefahrer (Sopransaxophon) – Regie: Dieter Wardetzky, Musik: Friedrich Schenker (Kinderhörspiel – Litera)

## Schriften
- Ernst-Ludwig Petrowsky: Aber Montreux war fürchterlich. In: Rainer Bratfisch (Hrsg.): Freie Töne. Die Jazzszene der DDR. Berlin 2005, ISBN 978-3-86153-370-2, S. 125–136